# 通州兵营旧址
通州兵营旧址，位于北京市通州区窑场村10号，是中华民国时期的通州兵营的旧址。

## 历史
通州兵营旧址位于窑场村。从通州区的玉带河大街南侧的东营前街64号（原“陶情中学”大门）进入，可辗转进入院内。
窑场村早在清朝便已形成村落。清朝初年，军队驻扎在此，就地建窑烧砖，兴建了东营、西营、南营等等营房。清朝乾隆初年，该村以窑场为名，称“窑场村”。
1922年10月，北洋政府任命冯玉祥为陆军检阅使，冯玉祥从西北带来三个旅到北京，其中两个旅入驻南苑兵营，第七旅开至通州南门外驻营。冯玉祥选择在窑场村兴建了营房，作为第七旅第四营官兵的营地。1935年以后，宋哲元的国民革命军第二十九军一部驻扎通州，营地便设在冯玉祥部队的旧营地，旧营地遂被称作“老四营”。
1924年，冯玉祥和李德全的婚礼在通州兵营礼堂举行。1923年，冯玉祥的夫人刘德珍去世，留下五个孩子。当时曹锟想把女儿嫁给冯玉祥，冯玉祥提出自己娶妻有三标准：一是得是大脚；二是得能挑水；三是得能吃苦。冯玉祥还附加了三个条件：“要善待我的孩子，要不穿绫罗绸缎，要不戴金银首饰。”冯玉祥坚持找个贫寒人家的女子，又因他是虔诚的基督徒，所以妻子最好也是基督徒。正在冯玉祥一筹莫展之际，符合他条件的人出现了。冯玉祥在北京当陆军检阅使时，常到教堂做礼拜，李德全当时正在教会工作。一次。李德全在台上讲话，冯玉祥在台下。李德全声音洪亮，内容富有逻辑，给冯玉祥留下深刻印象。李德全有位堂姐，她丈夫是外交部次长，认识冯玉祥，便将李德全介绍给冯玉祥。1924年，冯玉祥与李德全结婚，婚礼在通州兵营礼堂举行。李德全披白头纱，冯玉祥穿官服。喜宴每桌都是四菜一粥，四菜为炒鸡蛋、素炒豆腐、肉片炒白菜、半只烧鸡，一粥为小米粥。
冯玉祥的部队离开通州兵营之后，此处几经易主。1948年12月，中国人民解放军占领通州全境，中国人民解放军总参谋部机要局迁到此处。1948年12月至1954年，中国人民解放军总参谋部机要局一直设在此处，毛泽东的贴身秘书黄云峰担任局长。在此期间，第二次国共内战的一些重要战役（如平津战役、淮海战役）以及抗美援朝战争中全部重要号令、部署都从此地发往战场，并在此地存档。
1954年，中国人民解放军总参谋部机要局迁到北京西山。1955年，中国人民解放军第二五二医院迁至此处，不少抗美援朝战争的伤员在此接受治疗。其后，中国人民解放军第二六三医院也曾设在此处多年。1980年，此处转归中华人民共和国铁道部卫生研究所使用，此后这里对外出租，其中一部分租给通州区私立陶情中学使用，后来私立陶情中学停办。
2001年9月，通州兵营旧址成为通州区文物保护单位。2011年，成为北京市文物保护单位。

## 建筑
此处营房兴建于1922年至1923年间，建筑布局采用仿中国古建筑四合院式，南向一进院落附带东、西跨院。整座营房共设有宿舍86间、礼堂8间以及钟警楼、演兵场等等建筑。中轴线上的主体建筑是钟警楼，礼堂与钟警楼相对，东西配房各10间作为宿舍。东、西跨院各设有营房3排，每排10间。当年，该营地还建有培德学校分校，负责教育官佐眷属及其子女。这座兵营是北京市唯一完整保存原貌的旧兵营建筑。
钟警楼是集钟楼、警楼、阅兵为一体的建筑，非常独特。钟警楼分为三层，高15米，进深两间，四角攒尖顶。一层是无梁券顶通道。二层分为里间和外间，外间两山设有券窗，在窗前可瞭望东、南、西三面的情况；进入券门可到里间，里间为警卫值班室，两面设有瞭望孔。三层顶悬大钟，敲钟可以报时、报警，四壁设有圆券孔。楼顶上立有旗杆。二层前方设有平台，平台有龛式矮墙护栏，可作为阅兵台，两侧有砖砌台阶可登上该平台。